# Вилья-Комальтитлан
Вилья-Комальтитлан (исп. Villa Comaltitlán) — малый город в Мексике, штат Чьяпас, входит в состав одноимённого муниципалитета и является его административным центром. Численность населения, по данным переписи 2020 года, составила 8222 человека.

## Общие сведения
Название Comaltitlán с ацтекского можно перевести как — место гончаров.
В 1908 году началось строительство панамериканской железной дороги, и было основано поселение Пуэбло-Нуэво-Комальтитлан.
В 1960 году поселение получило статус вильи и современное название.